# Popillia burgeoni
Popillia burgeoni är en skalbaggsart som beskrevs av Ohaus 1933. Popillia burgeoni ingår i släktet Popillia och familjen Rutelidae. Inga underarter finns listade i Catalogue of Life.